# ジェフリー・バワ

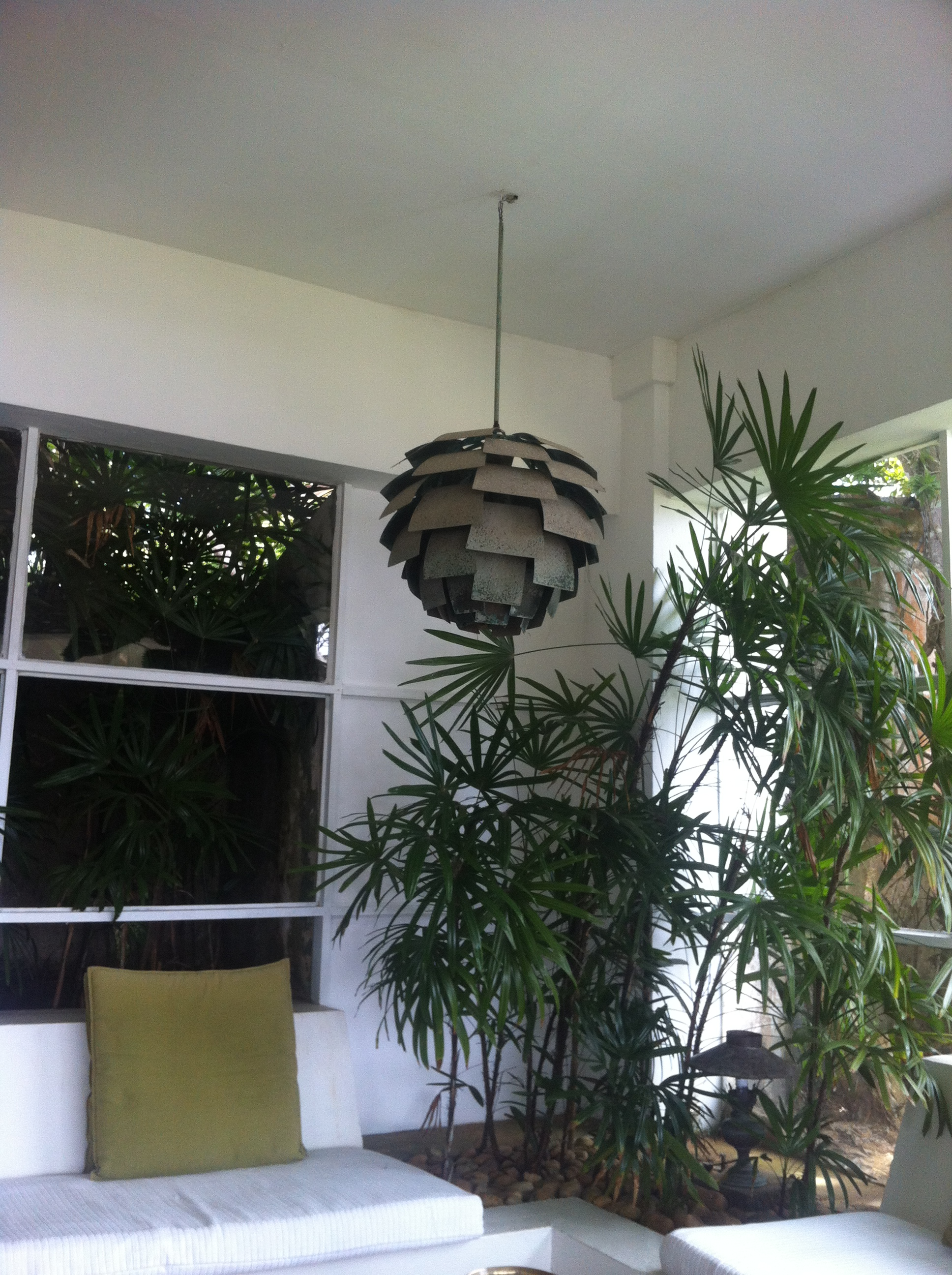
ルヌガンガ、自邸内観

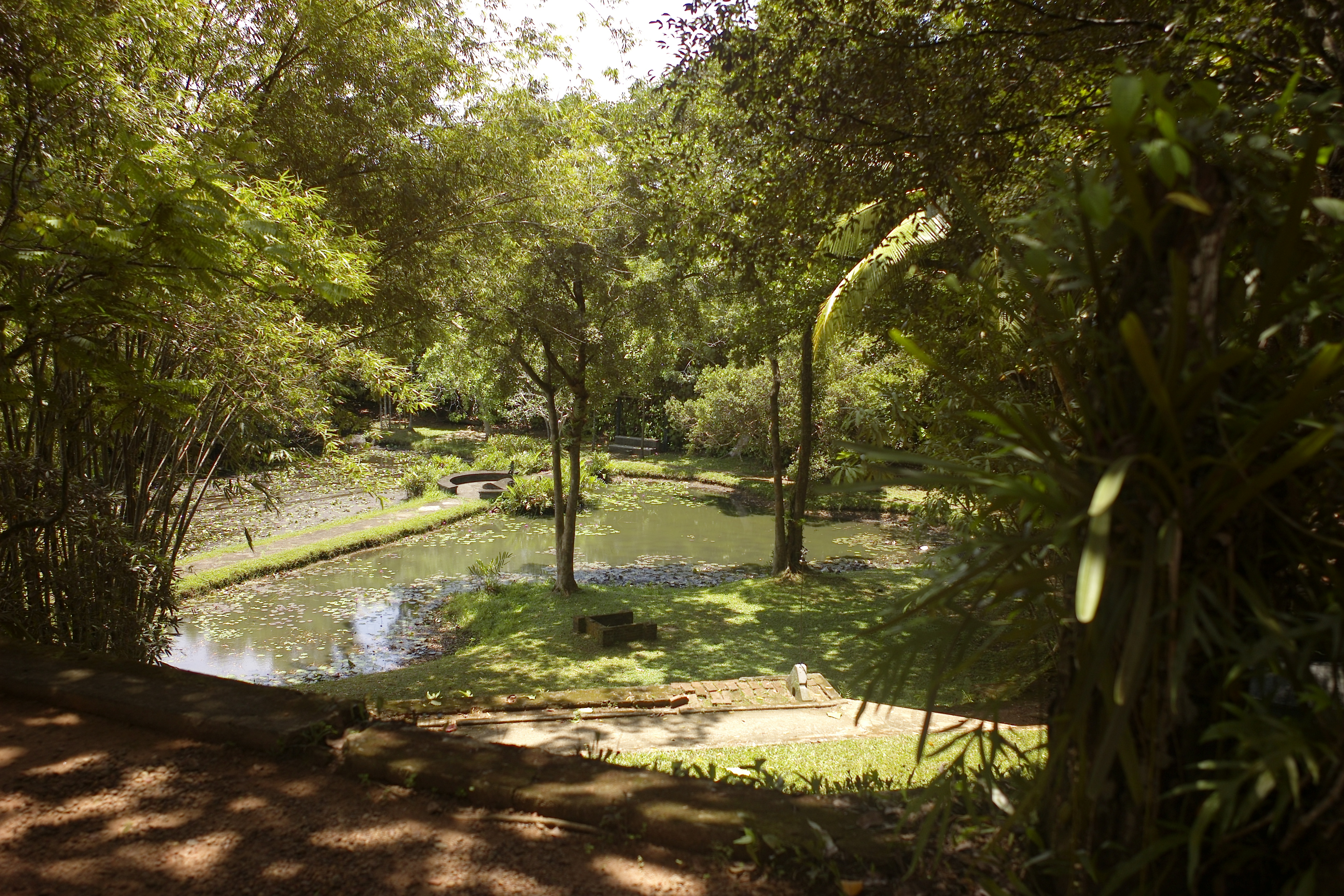
ルヌガンガ、自邸外観

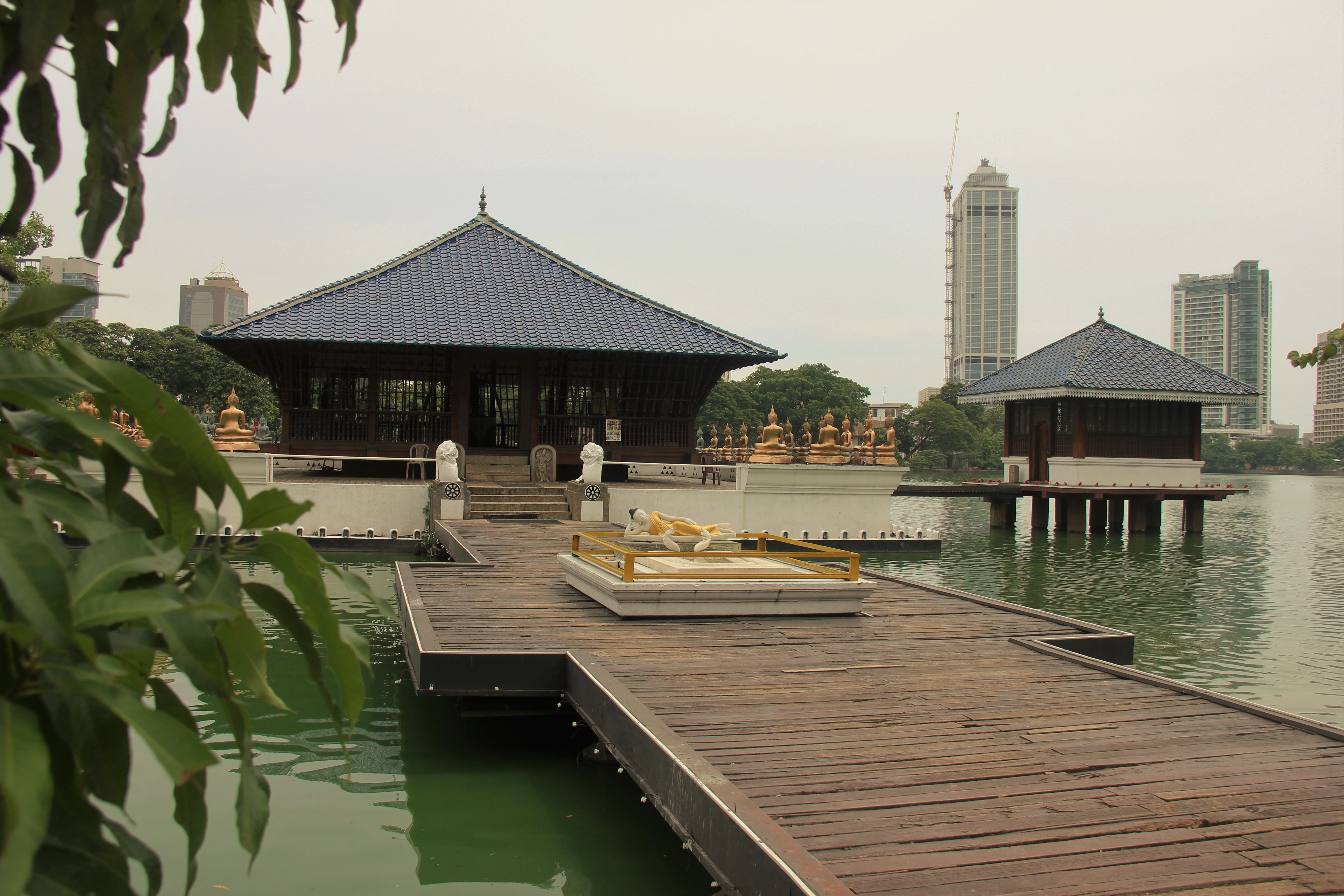
シーマ・マラカヤ寺院、1978年

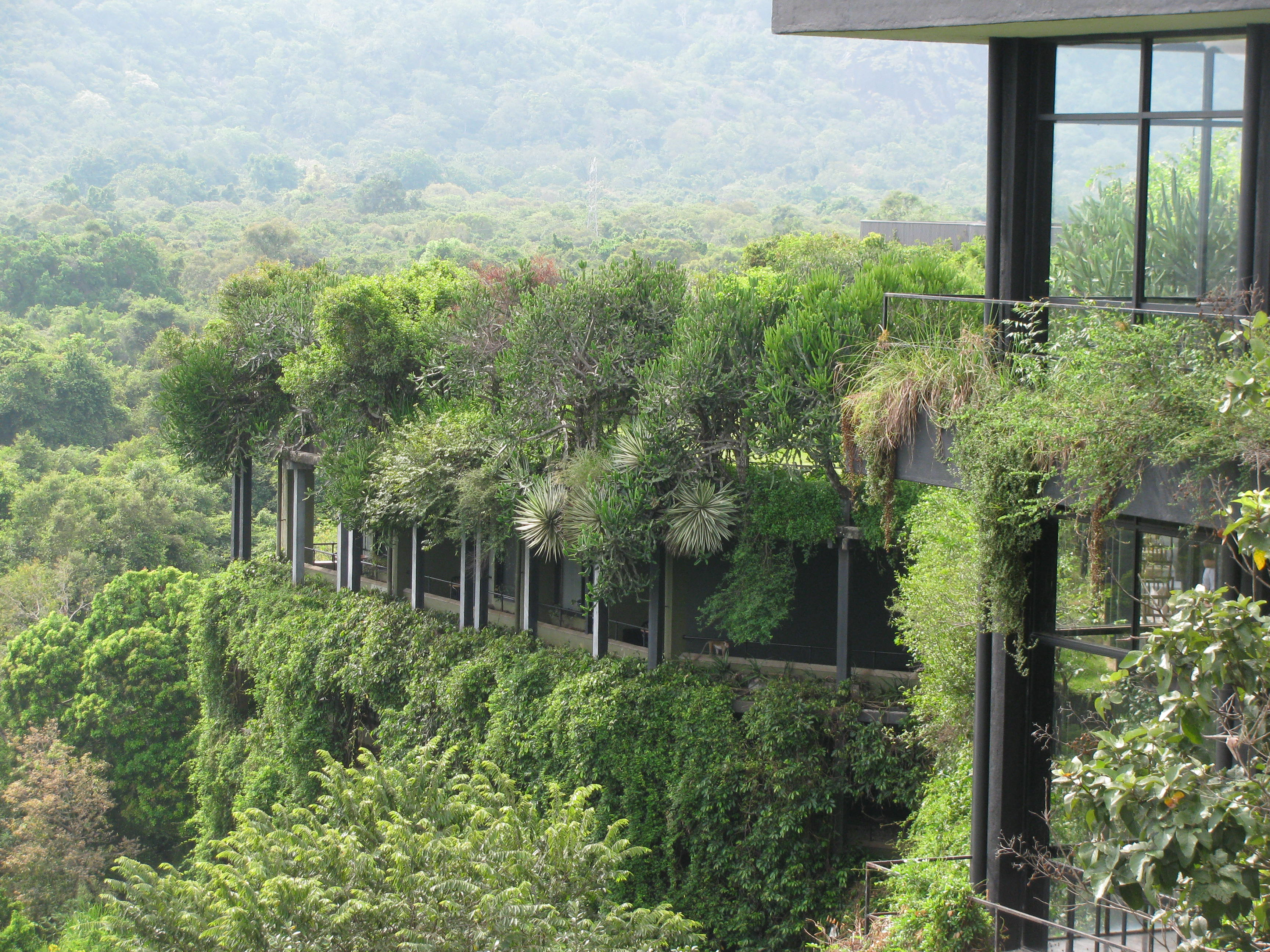
ヘリタンス・カンダラマ（カンダラマ・ホテル）、1994年

ジェフリー・マニング・バワ（Geoffrey Bawa、1919年7月23日 – 2003年5月27日）は、スリランカ・コロンボ出身の建築家。スリランカを代表する建築家で、トロピカル・モダニズムの第一人者として、アジアンリゾートホテルなどを手掛けた。

## 生涯
父親のベンジャミン・ウィリアム・バワは、ムスリムと英国人の両親を持つ成功した弁護士で、兄のベヴィス・バワはランドスケープ・アーキテクトであった。
コロンボのロイヤル・カレッジで英語と法学を学んだ後、1938年にイギリスのケンブリッジ大学・セント・キャサリンズ・カレッジで英文学を専攻、ロンドンのミドル・テンプルでは法学を専攻した。大学卒業後に弁護士となり、1946年にセイロンへと帰国すると、コロンボの法律事務所で働く。
母親の死後、法律の仕事を離れ、東アジアからアメリカ合衆国、ヨーロッパを経て最終的にイタリアにいたるまで2年間の旅行ののち、自分の理想郷をつくろうと、ベントータに土地を買った。しかし建築の知識に欠けていたことから、イギリスのAAスクールへと再び留学し、1956年にディプロマを得てセイロンに帰国、1958年にコロンボのエドワード、レイド・アンド・ベッグ事務所のパートナーとなる。翌年にはデンマークの建築家ウルリク・ペルスナーがこの事務所に加わり、バワとペルスナーは協働して時としてトロピカル・モダニズムと呼ばれる独特のスタイルを持った建物を設計していく。
彼がベントータに作り上げた理想郷は『ルヌガンガ』と呼ばれ、現在はホテルがそばに立っているほか、彼の墓も小高い丘の上にある。ベントータ郊外にはベヴィス・バワが手掛けた庭ブリーフ・ガーデンがある。
晩年は脳卒中により倒れ、下半身が不自由となったために、車椅子で生活していた。

## 建築
兄のベヴィスともどもジェフリーは、セイロンを美と官能と逃避の理想郷とするという考えに惹かれた、洗練された同性愛者の世界にいた。
タブロベイン島でのカウント・ド・マウニー（モーリス・タルヴェンド）同様、彼らの作品に多くある衝迫は、個人的なアルカディア創造の欲望にある。
バワの建築は土地とともにあり、内部と外部がシームレスに連続し、そしてその居住者の快楽が最高に達するように設計されている 。セイロンの伝統建築や植民地建築や、またそれらにおける水の役割に影響されてはいるが、植民地主義の考えやあらかじめある形態を敷地に強要することは、拒否する 。
バワは、1960年にスリランカ建築家協会会員となり、プレスナーは1967年にセイロンを去る。エナ・ド・シルヴァ、バーバラ・サンソーニ、ラキ・セナナヤケといった志を同じくする芸術家やデザイナーとの緊密な交流は結果として、その地に根差した素材や技術への新たな覚醒を促し、ポストコロニアルな文化ルネサンスをもたらした。
「建築家ジェフリー・バワは東南アジアの相貌を変えたと言っても過言ではない。とはいえそれはかくも微妙なため、今日では当然のことに見えるほどである。つまりバワは近代建物をこの環境に合うよう仕立てたのである。それは画期的に見えないにしても、この地域では誰もなしえなかったほどのことなのである」ジョンサン・グリーン

## 主な作品
- ルヌガンガ (1948-1998)
- パラダイス・ロード・ザ・ギャラリー・カフェ (1963)
- ジェットウイング・ラグーン (1965、旧ブルーラグーンホテル)
- ベントタ・ビーチ・ホテル (1969)
- 大阪万博スリランカ館 (1970)
- ホテル・セレンティブ (1970)
- ヘリタンス ・アーユルヴェーダ・マハゲダラ（1976、旧ネプチューン・ホテル）
- シーマ・マラカヤ寺院 (1978)
- スリランカ国会議事堂  (1979)
- ザ・ヴィラ・モホティ (1980)
- ヘリタンス・アフンガッラ (1981、旧トライトンホテル)
- ルフヌ大学 (1988)
- ヘリタンス・カンダラマ (1994)
- カニランカ・リゾート＆スパ (1996)
- ジェットウイング・ライトハウス (1997、ライトハウスホテル＆スパ)
- ザ・ブルーウォーター (1998)